# Philipp de Liechtenstein
Le prince Philipp de Liechtenstein (en allemand : Philipp Erasmus Alois Ferdinand Maria Sebaldus von und zu Liechtenstein), né à Zurich le 19 août 1946, est un membre de la famille princière du Liechtenstein. Il est le frère cadet de l'actuel prince régnant Hans-Adam II. Depuis 2023, il est 9e dans l'ordre successoral de la principauté de Liechtenstein.

## Biographie
Le prince Philipp, né à Zürich en 1946, est le deuxième fils du prince régnant François-Joseph II de Liechtenstein et de son épouse, la comtesse Georgina de Wilczek.
Le prince Philipp étudie l'histoire et la sociologie à l'Université de Bonn et à l'Université de Bâle. Il est docteur en histoire. Il est membre du conseil d'administration du groupe de gestion d’actifs et de patrimoine de la maison princière, la LGT Bank depuis 1981, et président de cette organisation depuis 2001.

## Mariage et famille
Le 11 septembre 1971, Philipp de Liechtenstein épouse, à Bruxelles, Isabelle de l'Arbre de Malander, née le 24 novembre 1949, à Renaix en Belgique, fille de Jean-Baptiste André de l'Arbre de Malander et de son épouse Guillemette Marie Grassal et filleule d'Élisabeth reine des Belges. Ils ont trois fils et quatre petits-enfants, tous titrés prince ou princesse de Liechtenstein :
- Alexander de Liechtenstein (né le 19 mai 1972 à Bâle). Marié en 2003 avec Astrid Barbara Kohl (née le 13 septembre 1968 à Ratisbonne). Ils ont une fille :
  - Théodora de Liechtenstein (née le 20 novembre 2004, à Chêne-Bougeries, Genève, Suisse).
- Wenzeslaus de Liechtenstein (né le 12 mai 1974 à Uccle).
- Rudolf Ferdinand de Liechtenstein (né le 7 septembre 1975 à Uccle). Marié à Istanbul en 2012 avec Ilhan Tılsım Tanberk (née le 20 juillet 1974 à Istanbul). Ils ont trois enfants :
  - Alya Nur (Alienor) Faye de Liechtenstein (29 septembre 2014 – 13 décembre 2015).
  - Laetitia de Liechtenstein (21 juillet 2016, Zurich), jumelle du suivant.
  - Karl Ludwig de Liechtenstein (21 juillet 2016, Zurich), jumeau de la précédente.

## Titulature
- Depuis le 19 août 1946 : Son Altesse Sérénissime le prince Philipp de Liechtenstein, comte de Rietberg[1]

## Honneurs
- Médaille du 70e anniversaire du prince François-Joseph II de Liechtenstein (16 août 1976)[1].
- Grande étoile de l'ordre du mérite de la Principauté de Liechtenstein.
- Bailli Grand-croix d'honneur et de dévotion de l'ordre souverain de Malte[1].